# گاه‌بست
 کوه گاه‌بست  نام کوهی است در جنوب ایران.
این کوه  در شمال شهر بستک در روستای مغدان استان هرمزگان قرار دارد. واژه گاه در نام این روستا در گویش لارستانی و بستکی همانند زبان پهلوی به معنی قطب شمال است.

## جغرافیا
از تنگ بستک و از قله نمکی شروع می‌شود و در امتداد روستای کوهیج و میستان مشرف بر روستای عماده ده یا «روستای سیده» در صحرای باغ خاتمه می‌یابد.
این کوه بزرگ از طرف مشرق به کوه هرمزان (هرمیزان) متصل است و کوه هرمزان نیز به رشته کوه ناخ می‌پیوندد. کوه ناخ بزرگ‌ترین کوهی است که در بخش کوخرد واقع شده و تمام روستاهای بخش کوخرد در پسکرانه‌های این کوه واقع است.
بر فراز کوه
اه‌بست گاه در زمستان‌ها احتمال بارش برف نیز هست. کوه کاملاً مشجر است و درخت‌های مختلفی در آن وجود دارد. در قله کوه  پشتخه‌ای (پُشته) ای وجود دارد که در آن درختان بنه (برکو)، بادام کوهی (اخور)، اذلک (میوه‌ای است شبیه گیلاس اما ریز)، انجیر کوهی، کورِ و سلم و سُمر و کنار، نادر (مورد) و انواع انجیر یافت می‌شود که دانه آن‌ها برای ترشی و برگشان برای بورانی استفاده می‌شود.
از زیر کوه گاه بست در قدیم رشته قناتی به نام قنات بستک عبور می‌کرده‌است که حدود هفتاد یا هشتاد سال پیش دایر شده و آبش به رودخانه شور رسیده و متروک گردید. گویا در زمان قدیم آبش برای کشاورزی مناسب بوده‌است.

## کوه‌های اطراف
کوه گچ که از پای کوه تا قله کوه تماماً معدن گچ است ارتفاعش کمتر از کوه گاه بست است.
از برکه حاجی غنی در امتداد راه شهر بستک به بخش کوخرد شروع می‌شود و به گردنه دهستان هرنگ منتهی می‌شود.
درسمت کوه کج در ارتفاع ۸۰۰ متری از سطح دریا سَرِ تَپَه قلعه‌ای است خیلی قدیمی به نام قلعه قلات گویا این قلعه قبل ۲۵۰ یا ۳۰۰ سال بیش بنا شده‌است، دارای سه برج در سه ضلع محوطه‌است و هنوز با برجاست.
آثار دیوار سراسری هم وجود دارد.
ساختمان محل مسکونی خراب شده اما آثار دیوارهایش باقی مانده‌است که از گچ وسنگ ساخته شده‌است.
دارای سه باب آب‌انبار و در حدود ۲ هکتار وسعت محوطه‌است.
کوه هرمزان (هرمیزان) در شرق بستک قرار گرفته‌است وبا
(کوه ناخ) اتصال پیدا کرده‌است و ارتفاع آن از سطح دریا ۲۴۰۰ متر است.

## جانوران، گیاهان وپرندگان
در پیرامون کوه شب جانوران وپرندگان مختلفی زندگی می‌کرده‌اند که شامل :آهو، بز کوهی، روباه، خوک، کفتار، شغال، جوجه‌تیغی و خرگوش بوده‌است. همچنین پرندگان مانند: کبک، عقاب، شاهین، بادخور، قُمری، تیهو، فاخته و بلبل وصدها پرنده مختلف دیکر زندکی می‌کرده‌اند که متأسفانه امروزه به دلیل نبود نظارت کافی و شکار بی‌رویه و غیر
دیگر زندگی مجاز، نسل اکثر این حیوانات در حال انقراض می‌باشد. گفتاره‌است که در دوران گذشته جانوارنی مانند: گرگ، پلنگ، یوزپلنگ و خرس نیز در این کوه دیده شده‌است، اما در حال حاضر دیگه از اینگونه حیوانات هیچ اثری نیست. گیاهان: أنغوزه.، بنه، آویشن، مرو تلخ، پونه، اسطوقدوس (گیاهی خوشبو که با چای مصرف می‌شود).
، خاکشیر، مرو تلخ، مرو خوش می‌روید. درختان مانند: کُور، کُنار، کِرت، سمر، کُوهِنگ، سَلَم
در قله کوه وجود دارد.

## کوه ناخ
کوه هرمزان و کوه تنگ بیه و کوه ناخ تنها جایی است که احتمال دارد آب شیرین پیدا شود، جون در موازات دهستان کوخرد است، مخصوصاً که در کوه ناخ که در شمال دهستان کوخرد قرار دارد، چشمه‌های فراوانی از آب شیرین وجود دارد.
دو حلقه چاه قدیمی در گریوه گری زامِردان در کوه ناخ وجود دارد که آب آن شیرین است، گویند این چاه‌ها از زمان زرتشتیان بجا مانده‌است. یکی در ارتفاع روی تپه‌ای و دیکری ته دره و روی پشتخه زامردان قرار دارد.
آبش شیرین است.
در زیر کوه گاه بست بین دو کوه گاه‌بست و نمک زمینی هموار (لاور) حدود صد من کشته زمین دیم کار دارد به نام شُمِزدُنی.
اخیرا چند خانوار با ساختن چند خانه در آنجا ساکن شده‌اند و دارای مسجد و مدرسه و آب‌انبار است.
قسمتی از کوه گاه بست که بنام‌گری چربه معروف است، شباهت زیادی به نقشه کشور ایران دارد.